# Etahalon
Etahalon (Aolan, Atinazon, Etinazon) je GABAergik klase hinazolinona i analog je metahalonu koji je razvijen tokom 1960-ih i plasiran uglavnom u Francuskoj i nekim drugim evropskim zemljama. Ima sedativna, hipnotička, mišićna relaksantna i depresivna svojstva centralnog nervnog sistema koja su rezultat njegove agonističke aktivnosti na β-podtipu GABAA receptora, i korišćen je za lečenje nesanice.

## Osobine
Etahalon je organsko jedinjenje, koje sadrži 17 atoma ugljenika i ima molekulsku masu od 264,322 .
| Osobina                  | Vrednost |
| ------------------------ | -------- |
| Broj akceptora vodonika  | 2        |
| Broj donora vodonika     | 0        |
| Broj rotacionih veza     | 2        |
| Particioni koeficijent ( | 3,6      |
| Rastvorljivost (logS, log(mol/L))       | -4,4     |
| Polarna površina (PSA, Å2)  | 32,7     |

## Literatura
- Hardman JG, Limbird LE, Gilman AG (2001). Goodman & Gilman's The Pharmacological Basis of Therapeutics (10. изд.). New York: McGraw-Hill. ISBN 0071354697. doi:10.1036/0071422803.
- Thomas L. Lemke; David A. Williams, ур. (2007). Foye's Principles of Medicinal Chemistry (6. изд.). Baltimore: Lippincott Willams & Wilkins. ISBN 0781768799.